# Adriaen Frans Boudewijns
Adriaen Frans Boudewijns (3. října 1644 Brusel – 3. prosince 1719 Brusel) byl vlámský malíř krajinář, kreslíř a pracoval také grafickou technikou tisku z hloubky, leptem. Byl znám především jako krajinář, maloval převážně italskou krajinu se stromy a s architekturou, s řekami a vesnicemi, pohledy na města a pobřeží.

## Životopis
Adriaen Frans Boudewijns se narodil v Bruselu, kde byl 3. října 1644 pokřtěn v kostele sv. Mikuláše. Byl synem Nicolase Boudewijna a Françoise Jonquin. Dne 5. října 1644 se oženil s Louise de Ceul. Pár pravděpodobně zůstal bezdětný. Dne 23. listopadu 1665 byl zároveň zapsán jako žák a mistr bruselského Cechu svatého Lukáše. Byl žákem krajináře a rytce Ignáce van der Stocka.

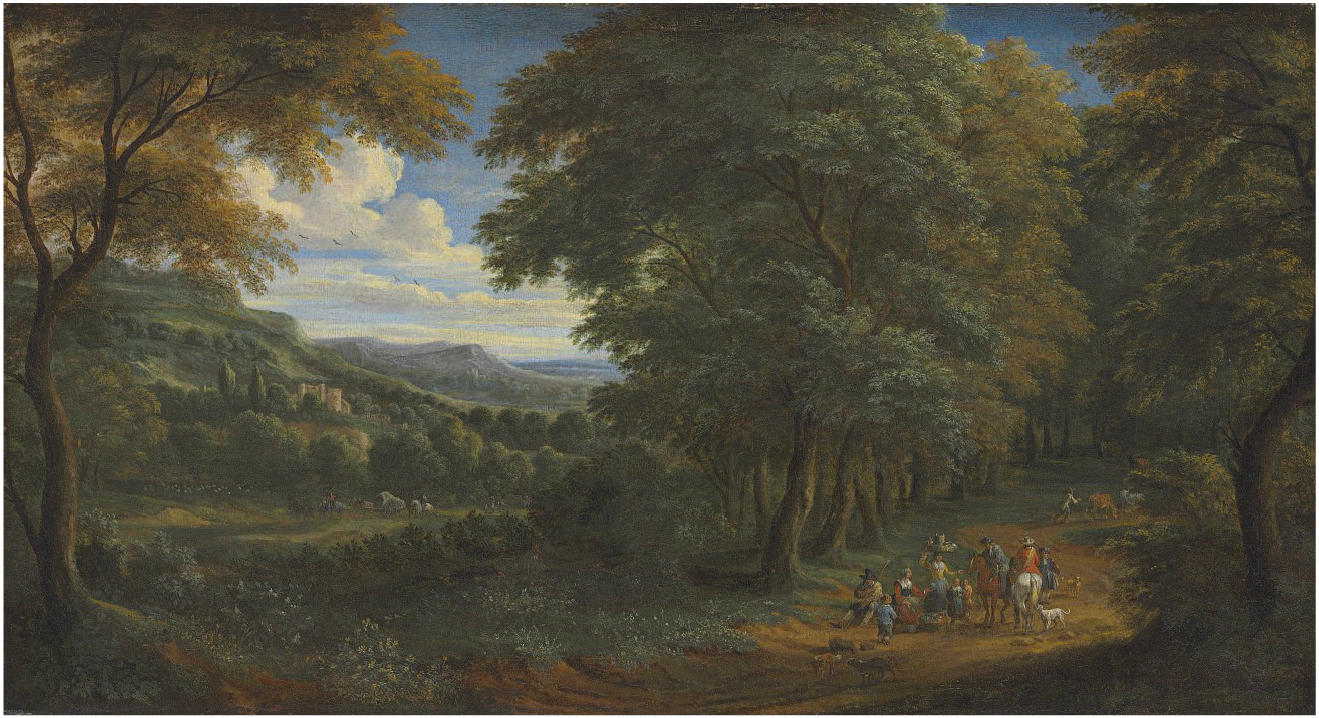
Lesnatá krajina s jezdcem zdravícím pocestné

Byl pozván do Paříže, kde dne 16. prosince 1666 uzavřel tříletou smlouvu s vlámským malířem Adamem Frans van der Meulenem. Najat byl proto, aby pomohl van Meulenovi s prací na designu 12 gobelínů pro francouzského krále Ludvíka XIV. Van der Meulen namaloval menší postavy a část krajiny. Zbytek krajiny byl dokončen Boudewijnsem a dalším vlámským malířem působícím v Paříži, Abrahamem Genoelsem.
Boudewijns také hodně cestoval. Spolu s Genoelsem udělal náčrtky hradu poblíž Bruselu pro návrh tapiserie určené pro francouzského krále. V Paříži Boudewijns vytvořil mnoho rytin Van der Meulenových kompozic. Také udělal rytiny prací Abrahama Genoelse, holandského umělce Jana van Hughtenburgha a rytiny svých vlastních návrhů.
Dne 12. ledna 1670 si Boudewijns vzal sestru Adama Franse van der Meulena Barbe nebo Barbara. Pár měl dvě děti, z nichž starší Frans se stal také malířem. Barbe Boudewijns zemřela 2. března 1674 a Boudewijns byl nucen vrátit se domů. Byl v Bruselu v roce 1677, důkazem je jeho přítomnost na křtu jeho synovce Adriaena Franse dne 4. června roku 1677. Potřetí se oženil v Bruselu v roce 1670. V Bruselu měl své vlastní studio, jeho žákem se v roce 1682 stal Andreas Meulebeek a v dalším roce Matthys Schoevaerdts. Jeho synovec Adriaen (Frans) se stal jeho žákem v roce 1694. Také jeho syna učil malovat. Je pravděpodobné, že přišel o majetek při dělostřeleckém bombardování Bruselu francouzskými jednotkami během 13., 14. a 15. srpna 1695, které způsobilo zničení třetiny budov v Bruselu. Adriaen Frans Boudewijns zemřel v Bruselu dne 3. prosince 1719 ve věku 75 let.

## Dílo

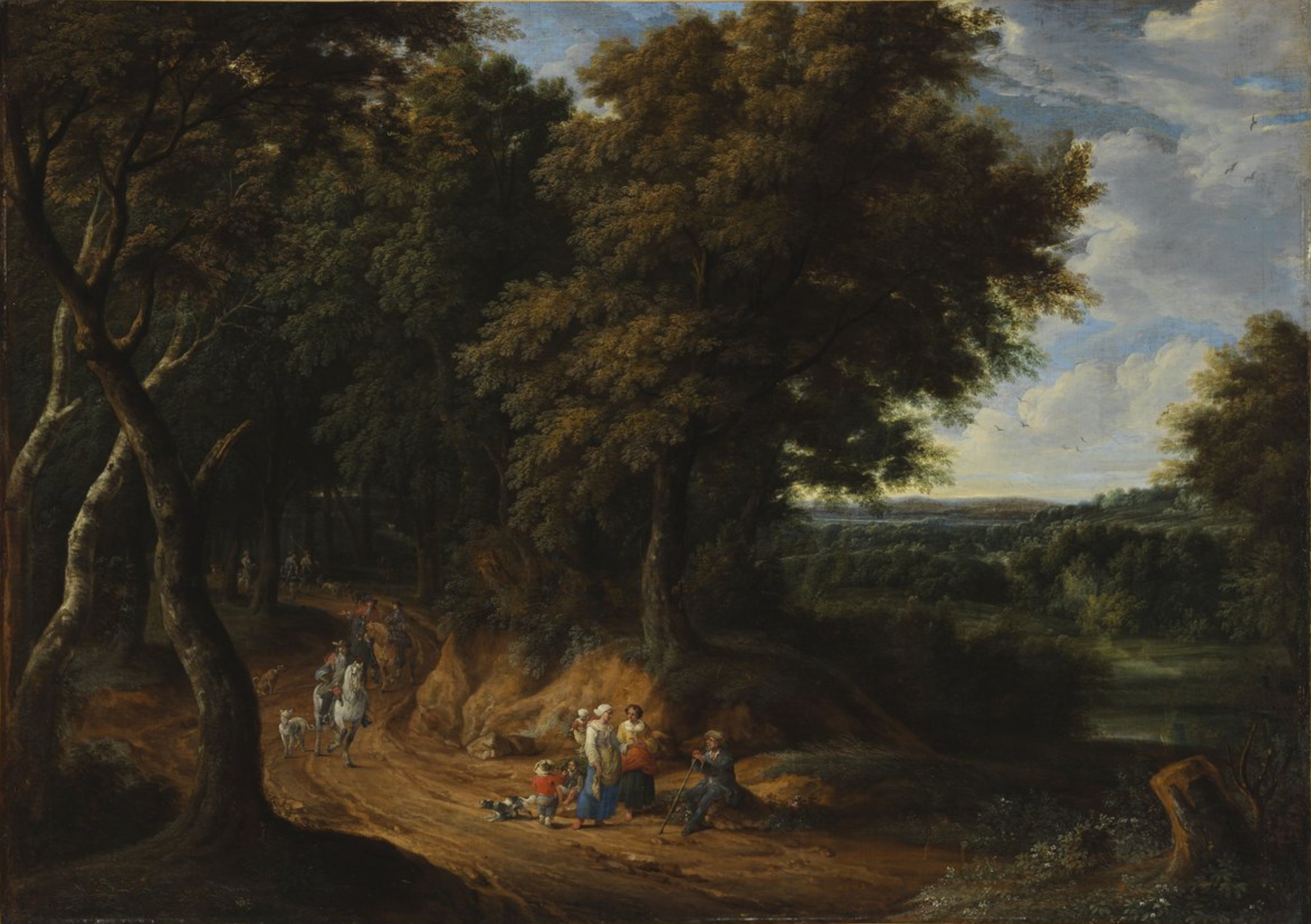
Cesta lesem

Adriaen Frans Boudewijns byl malíř, kreslíř a tiskař. Obrazy, které se dochovaly, namaloval pravděpodobně až po svém návratu z Paříže. Z jeho pobytu v Paříži se dochovaly návrhy tapiserií, kresby a rytiny. Jen málo jeho prací je datováno. Často spolupracoval s dalšími malíři specialisty, kteří do jeho krajiny přidávali postavy. Jeho spolupracovníky byli Charles Emmanuel Biset, Pointié Dupont, jeho žák Matthys Schoevaerdts, ale nejčastěji Pieter Bout.
Malířský styl Adriaena Franse Boudewijnse je kombinací stylu severského a římského klasického stylu, jehož představiteli byli Claude Lorrain a Nicolas Poussin. Jeho krajiny jako by se právě vykoupaly v jasném jižním světle, občas jsou doplněny antickým architektonickým prvkem, kontrastujícím s živou a naturalistickou oblohou s plujícími mraky. Tyto klasické idealizované krajiny se staly jeho ochrannou známkou. Pečlivé, detailní vykreslování stromů ukazuje vliv Gasparda Dugheta. Všechny jeho krajiny jsou pečlivě malovány, postavy často domaloval Pieter Bout.
Jeho obrazy krajin je možno rozdělit do tří typů. První typ připomíná práci Sonian Forest School nebo krajinářů jako Jacques d'Arthois a Cornelis Huysmans. Tito malíři z Bruselu upřednostňovali zobrazování písčitých nížin s hlubokými úvozy obklopenými stromy. Tyto kompozice ukazují krajiny v jasném světle. Druhý typ krajiny zobrazuje italské architektonické prvky zasazené do ploché krajiny s řadou kopců v pozadí. Poslední kompoziční typ je tvořen řadou vesnických a říčních krajin, které připomínají styl Jana Brueghela staršího v kompoziční struktuře a technické přesnosti. Boudewijns také zhotovil mnoho tisků obrazů svých, Adama Frans van der Meulena a Abrahama Genoelse.